# Ural Airlines
Ural Airlines (Ура́льские авиали́нии) là một hãng hàng không đóng trụ sở ở Yekaterinburg, Nga, cung cấp các chuyến bay thường lệ và thuê chuyến nội địa và quốc tế nối với sân bay quốc tế Koltsovo. Năm 2008, hãng này vận chuyển 1.450.153 lượt khách.

## Lịch sử
Hãng hàng không này được lập năm 1943 với tên Các xí nghiệp Hàng không Nhà nước Sverdlovsk, và sau này thuộc Aeroflot, hãng hàng không nhà nước Liên Xô, quản lý sân bay Yekaterinburg. Sau vụ chia tách hãng Aeroflot, Ural Airlines trở thành một công ty cổ phần hoạt động theo luật Liên bang Nga vào ngày 28 tháng 12 năm 1993 và hoạt động kinh doanh của hãng được tách biệt khỏi sân bay. Ngày nay, công ty này có cơ cấu sở hữu gồm Ural Wings (65,77%) và Ngân hàng Vận tải Ural (14,67%) và có 1390 người làm.

## Điểm đến

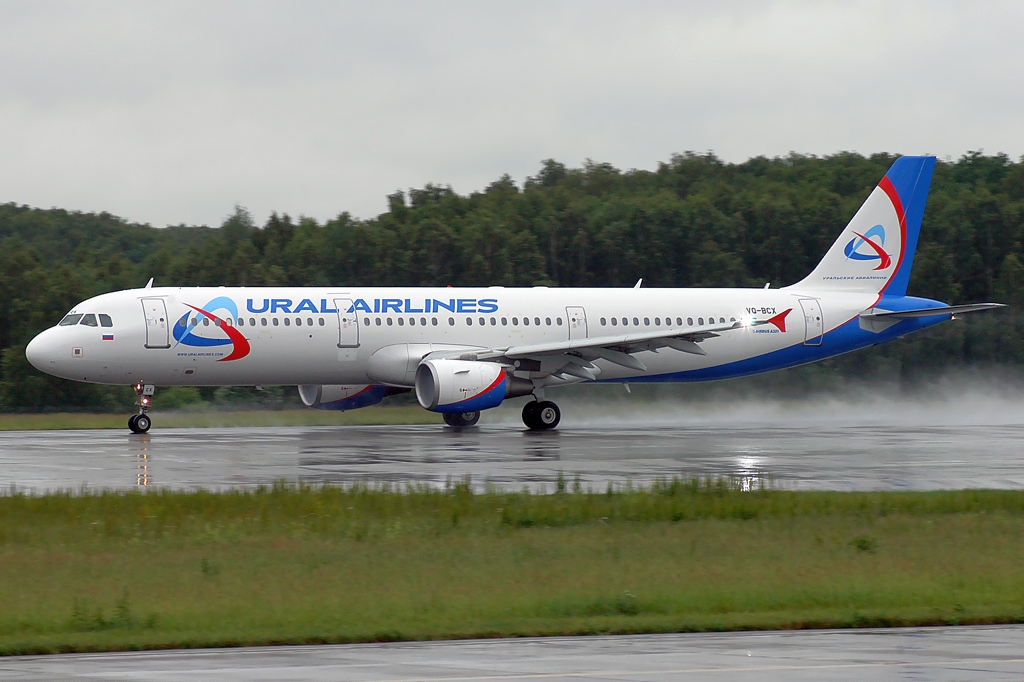
Một máy bay của Ural Airlines Airbus A321-200 tại sân bay quốc tế Domodedovo. (2009)

### Thỏa thuận hợp tác chia chỗ
Ural Airlines có các thỏa thuận hợp tác chia chỗ với các hãng hàng không sau (thời điểm tháng 10 năm 2012):
| - Azerbaijan Airlines - Czech Airlines (SkyTeam) - Yakutia Airlines |

## Đội tàu bay
Đến thời điểm tháng 11 năm 2012, đội tàu bay của Ural Airlines gồm các máy bay sau với tuổi trung bình của máy bay 12,8 năm:
Năm 2010, Ural Airlines ngưng sử dụng toàn bộ đội tàu bay Antonov An-24, Ilyushin Il-86 và Tupolev Tu-154B-2's. Máy bay Tupolev Tu-154M của hãng có 164 ghế và hai hạng ghế đã được ngưng sử dụng từ 16 tháng 10 năm 2011.
Hãng sử dụng đòng máy bay Airbus A320 từ các nguồn thông tin và một số nguồn thông tin Nga. English-language sources are CH-Aviation và Planespotters.net.
Ural Airlines dự kiến có 30 máy bay vào năm 2013.
Ural Airlines dự kiến giới thiệu máy bay thân rộng. Theo kế hoạch phát triển của hãng, hãng sẽ sử dụng máy bay thân rộng đường dài A330 or Boeing 767 type in 2012-2013, decision yet to be made.